# エリダヌス座デルタ星
エリダヌス座δ星（エリダヌスざデルタせい、δ Eridani、δ Eri）は、エリダヌス座にある3.54等の恒星である。

## 特徴
エリダヌス座δ星は太陽系に近く、約30光年の距離にある。準巨星段階にあるため、核では水素を使い果たしているとみられる。そうなると、恒星は主系列段階よりも膨張し、表面温度が下がる。
視線速度法に基づく太陽系外惑星の捜索も行われたが、2017年現在惑星の存在は検出されていない。

### 変光
10日程度の周期で0.02等級明るさが変わる変光が観測され、当初りょうけん座RS型変光星に分類された。しかし、その後の観測では、変光の振幅がそれ程ではないことがわかり、更にカルシウムイオンのH・K輝線が非常に弱く、連星である証拠も発見されないことから、最近では変光星であるかどうか疑わしいとされている。

## 名称
ラテン語で「蛙」を意味する、ラナ（Rana）という固有名を持つ。これは、ジュゼッペ・ピアッツィがいわゆる『パレルモ星表』の中でラテン語で「2番目のカエル」を意味する「Rana Secunda」と命名したことに由来している。星名研究として名高いドイツのパウル・クーニッチは、ピアッツィがアラビア先住民の風習から盗用したものであるとしている。20世紀になって、アントニーン・ベチュヴァーシュのスカルナテ・プレソ星図（1951年）や、Ellen Dorrit Hoffleitの輝星星表第4版で省略形の「Rana」として紹介されてこの名前が広められた。2022年4月4日、国際天文学連合 (IAU) の星名に関するワーキンググループ (WGSN) はRanaをエリダヌス座δ星の固有名として認証した。
中国では、天帝の牧場を意味する天苑（拼音: Tiān Yuàn）という星官が、エリダヌス座δ星、エリダヌス座γ星、エリダヌス座π星、エリダヌス座ε星、エリダヌス座ζ星、エリダヌス座η星、くじら座π星、エリダヌス座τ1星、エリダヌス座τ2星、エリダヌス座τ3星、エリダヌス座τ4星、エリダヌス座τ5星、エリダヌス座τ6星、エリダヌス座τ7星、エリダヌス座τ8星、エリダヌス座τ9星から形づくられる。エリダヌス座δ星自身は、天苑三（拼音: Tiān Yuàn sān）、つまり天苑の3番星と呼ばれている。